# Erin Daniels
Erin Daniels, född 9 oktober 1973 i St. Louis, Missouri, är en amerikansk skådespelare, främst känd för rollen som tennisproffset Dana Fairbanks i TV-serien The L Word. Rollfiguren fick cancer och avled i säsong tre.
Hennes mamma var socialarbetare och pappan arkitekt.

## Filmografi
- 2002 – One Hour Photo
- 2002 – Wheelmen
- 2003 – House of 1000 Corpses
- 2004 – The L Word (TV-serie)
- 2006 – Dexter (TV-serie)
- 2006 – Justice (TV-serie)
- 2007 – Jericho (TV-serie) (TV-serie)
- 2009 – En enda man